# Bergeronnette printanière
Motacilla flava
Espèce
Statut de conservation UICN

 LC  : Préoccupation mineure
La Bergeronnette printanière (Motacilla flava) est l'une des trois espèces (voire quatre puisque certains auteurs élèvent au niveau spécifique une de ses sous-espèces : la Bergeronnette flavéole) de Bergeronnettes nicheuses en Europe occidentale. C'est la plus petite des bergeronnettes.

## Description
Décrire cette espèce est assez compliqué en raison des nombreuses variations morphologiques et notamment de coloration que présentent ses sous-espèces, mais aussi à cause des dimorphismes sexuels, de la différence adulte/juvénile et des plumages de noce/inter-nuptiaux.

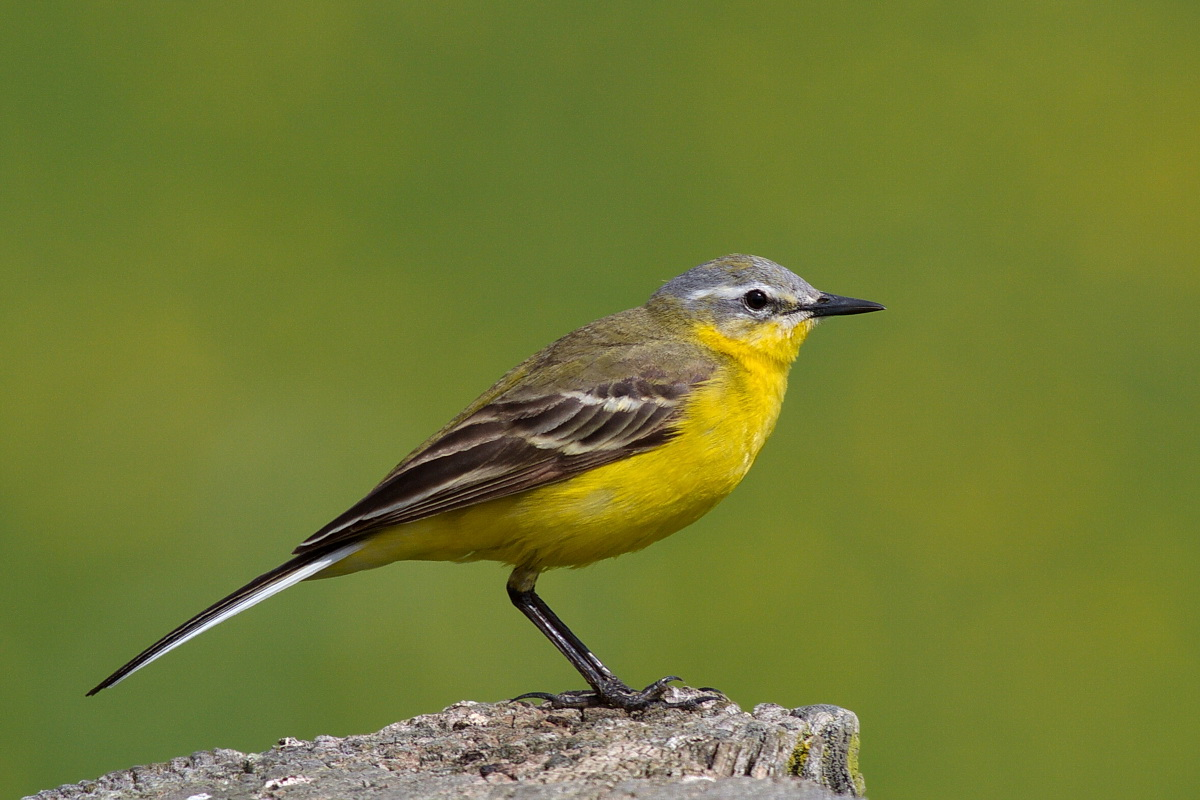
Motacilla flava observée dans la réserve naturelle de Bislicher Insel, Allemagne.

Néanmoins, c'est un oiseau qui mesure un peu plus de 15 cm de long. La femelle est assez grise sur le haut, la poitrine, et la tête. Les ailes et le bas du dos sont noirs bandés de blanc. Le ventre est blanc à jaunâtre. La queue est foncée, la marge claire. Le mâle est assez semblable à la femelle en période inter-nuptiale. En période nuptiale, il y a surtout des variations sur la tête et le poitrail. Les nombreuses sous-espèces possèdent des variations du jaune ocre, au gris puis même au noir foncé pour la tête, qui n’est pas homogènement colorée. En effet, il y a au moins une tache qui passe par l'œil dans sa limite supérieure, la gorge, le sourcil, et le haut de la tête à distinguer. Le poitrail des mâles en plumage nuptial est généralement jaune vif.

## Protection
La Bergeronnette printanière bénéficie d'une protection totale sur le territoire français depuis l'arrêté ministériel du 17 avril 1981 relatif aux oiseaux protégés sur l'ensemble du territoire. Il est donc interdit de la détruire, la mutiler, la capturer ou l'enlever, de la perturber intentionnellement ou de la naturaliser, ainsi que de détruire ou enlever les œufs et les nids, et de détruire, altérer ou dégrader son milieu. Qu'elle soit vivante ou morte, il est aussi interdit de la transporter, colporter, de l'utiliser, de la détenir, de la vendre ou de l'acheter.

## Répartition et habitat
La Bergeronnette printanière affectionne les marais, les prairies humides près des lacs, les tourbières etc. On l'observe souvent en haut d'un poteau, dans un buisson, sur du fil barbelé, etc.

Elle est présente en Europe d'avril à septembre, voire octobre. Elle passe l'hiver en Afrique.

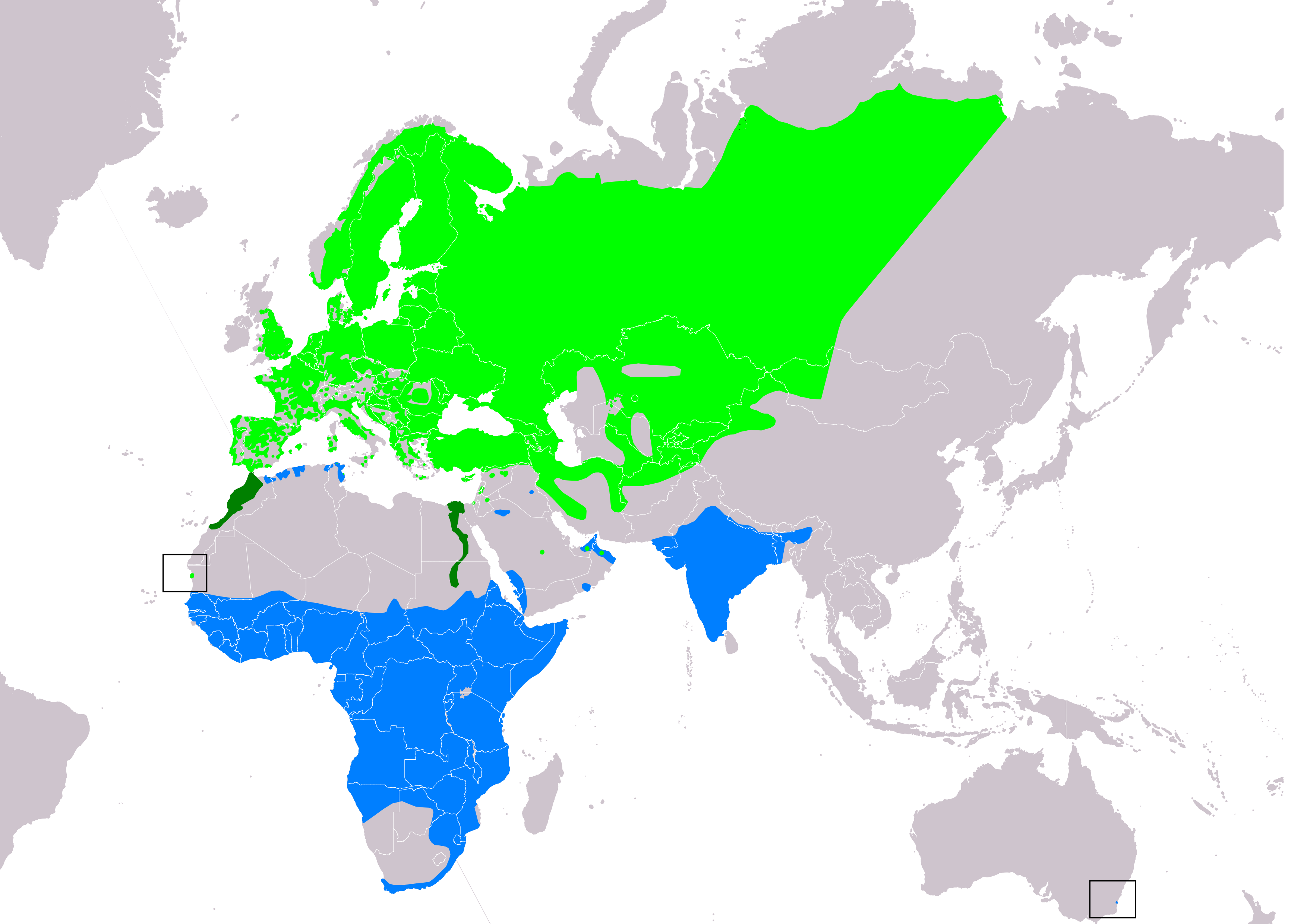
Répartition estivale (au nord) et hivernale (au sud) de la bergeronnette printanière Motacilla flava.

## Alimentation
La Bergeronnette printanière a l'habitude de trottiner au sol et de voletter brièvement pour capturer ses proies. Elle se nourrit principalement d'insectes et d'autres petits invertébrés.

## Nidification

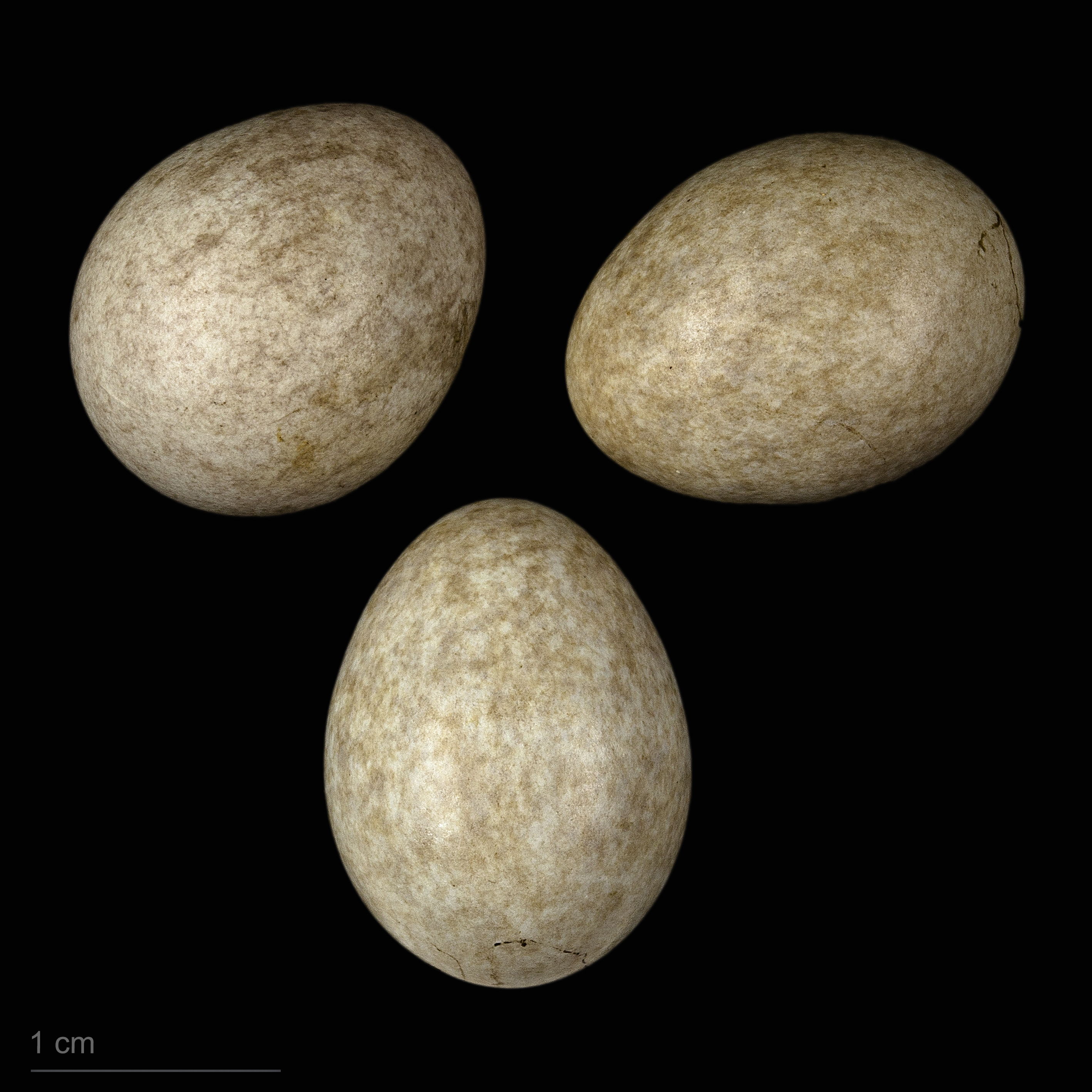
Œufs de Motacilla flava thunbergi - Muséum de Toulouse.

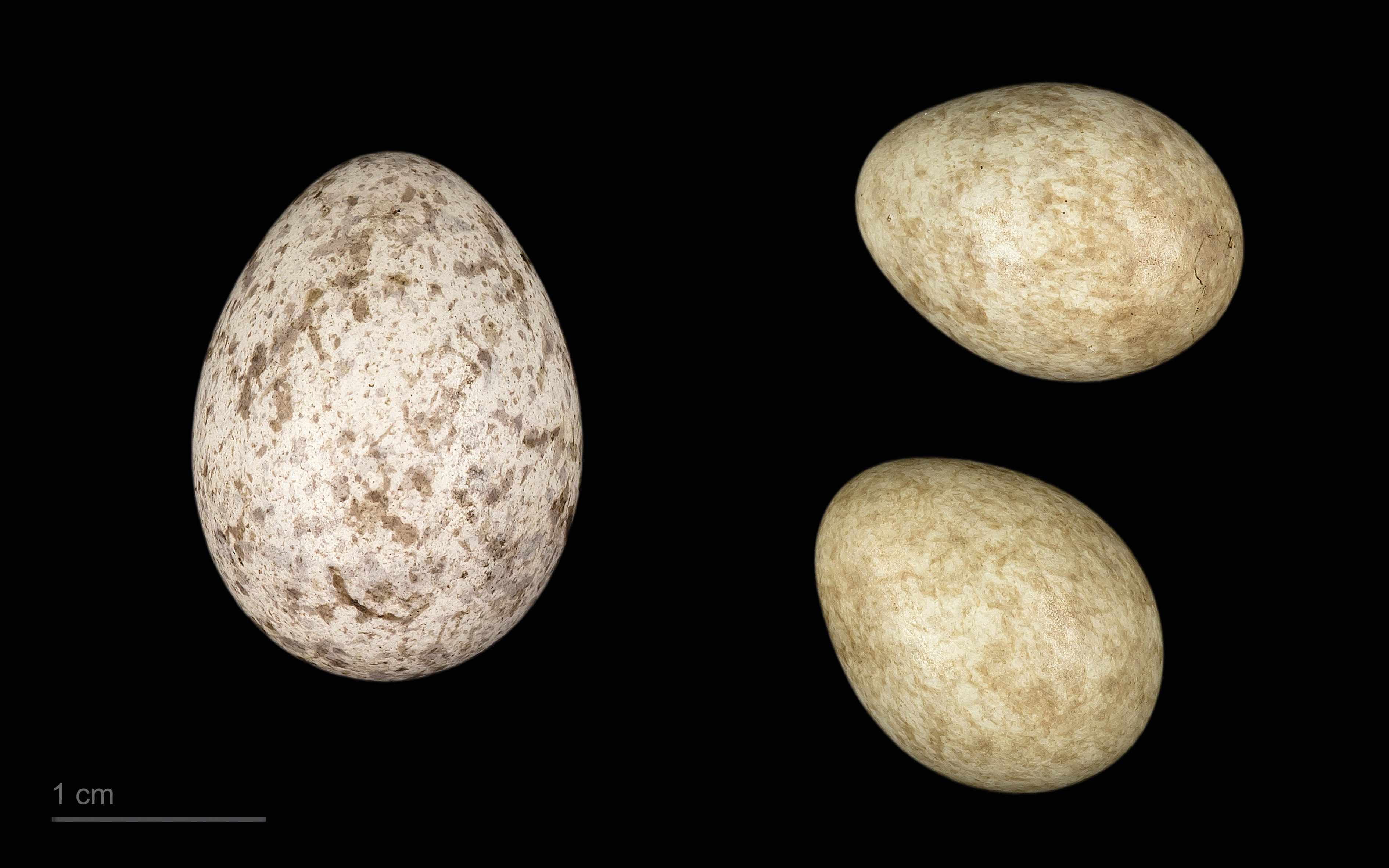
Œufs de Cuculus canorus canorus dans une couvée de Motacilla flava - Muséum de Toulouse.

Coup d'herbe dans la végétation basse, souvent près des marais ou des étangs. 
La Bergeronnette printanière pond 5 à 6 œufs par couvée et elle pond 2 fois par an, une fois vers mai et une seconde fois vers juillet.

## Voix
Son cri est net, sonore et uni. Il ressemble à une série de 1 à 3 (généralement 2) « tsip » ou « psit », dont le dernier est plus accentué que ceux d'avant.

## Sous-espèces
D'après la classification de référence (version 14.1, 2024) du Congrès ornithologique international, il en existe 10 sous-espèces :
- Bergeronnette flavéole Motacilla flava flavissima (Blyth, 1834) parfois considérée comme espèce à part entière (Motacilla flavissima) ;
- Motacilla flava lutea (Gmelin, SG, 1774)
- Bergeronnette printanière Motacilla flava flava Linnaeus, 1758 ;
- Motacilla flava beema (Sykes, 1832)
- Bergeronnette ibérique Motacilla flava iberiae Hartert, 1921, niche dans la péninsule Ibérique, en Afrique du Nord et dans le sud-ouest de la France ;
- Bergeronnette d’Italie Motacilla flava cinereocapilla Savi, 1831, niche en Italie et dans le nord des Balkans ;
- Motacilla flava pygmaea (Brehm, AE, 1854)
- Motacilla flava leucocephala (Przevalski, 1887)
- Bergeronnette des Balkans Motacilla flava feldegg Michahelles, 1830.
- Bergeronnette nordique Motacilla flava thunbergi Billberg, 1828, niche dans le nord de la Scandinavie ;

Autre classification:
- Bergeronnette flavéole Motacilla lutea
- Bergeronnette d’Italie Motacilla cinereocapilla
- Bergeronnette nordique Motacilla thunbergi
- Bergeronnette des Balkans Motacilla feldegg
- Bergeronnette printanière Motacilla flava
- Bergeronnette ibérique Motacilla iberiae

Certains auteurs considèrent que la Bergeronnette flavéole peut être divisée en deux espèces :
- Bergeronnette flavéole Motacilla flavissima
- Bergeronnette jaune Motacilla lutea